# Ewa Paczoska
Ewa Paczoska z d. Gaworska (ur. 2 stycznia 1952 w Warszawie) – profesor historii literatury polskiej, poetka i piosenkarka. Pracuje na Wydziale Polonistyki Uniwersytetu Warszawskiego.

## Życiorys
Córka Henryka Gaworskiego i Natalii z d. Traczyk, księgarki. Uczęszczała do XLIX Liceum Ogólnokształcącego im. Z. Modzelewskiego w Warszawie. Po zdaniu matury w 1969 podjęła studia polonistyczne na Uniwersytecie Warszawskim.
Po uzyskaniu w 1974 magisterium podjęła pracę na Wydziale Polonistyki UW w Zespole do badań nad życiem literackim Warszawy 1865-1895, którego przez kilka lat była sekretarzem. W 1978 podjęła stacjonarne studia doktoranckie. W 1983 doktoryzowała się na podstawie rozprawy pt. Krytyka literacka pozytywistów (promotorka: Janina Kulczycka-Saloni). W 1984 podjęła pracę jako adiunktka na Wydziale Humanistycznym Filii UW w Białymstoku, przez kilka lat kierowała tam Zakładem Literatury. W 1995 powróciła na Wydział Polonistyki UW, obejmując kierownictwo Zakładu Literatury i Kultury Drugiej Połowy XIX Wieku Instytutu Literatury Polskiej. W 1997 uzyskała na UW habilitację na podstawie książki „Lalka”, czyli rozpad świata i otrzymała stanowisko profesor nadzwyczajnej. W 2006 uzyskała tytuł profesora. W latach 2002–2007 była zatrudniona także na Wydziale Nauk Humanistycznych i Społecznych Szkoły Wyższej Psychologii Społecznej. Od 2012 pełni funkcję dyrektorki Instytutu Literatury Polskiej Wydziału Polonistyki Uniwersytetu Warszawskiego.
Jako uczona zajmuje się literaturą drugiej połowy XIX wieku. Napisała wiele książek dotyczących tego okresu, m.in. „Lalka”, czyli rozpad świata, Krytyka literacka pozytywistów, Dojrzewanie, dojrzałość i niedojrzałość. Od Bolesława Prusa do Olgi Tokarczuk, Prawdziwy koniec XIX wieku.
Ewa Paczoska jest autorką i współautorką kilku podręczników licealnych. Współorganizowała także Olimpiadę Literatury i Języka Polskiego. Odznaczona Srebrnym Krzyżem Zasługi.
W 2021 została członkiem korespondentem Towarzystwa Naukowego Warszawskiego.

## Twórczość
W pracy artystycznej posługuje się swoim panieńskim nazwiskiem Gaworska. W latach 70. i 80. XX w. wraz z Markiem Majewskim współtworzyła zespół z kręgu piosenki studenckiej Zegar z kukułką (reaktywowany w roku 2012 w ramach festiwalu OPPA). Wydała dwie płyty: Stały meldunek i Portowe gadanie, a także trzy tomiki poezji: Wiersze uzbierane, Pani poetka pisze, Nierówne światło.